# Umpquas

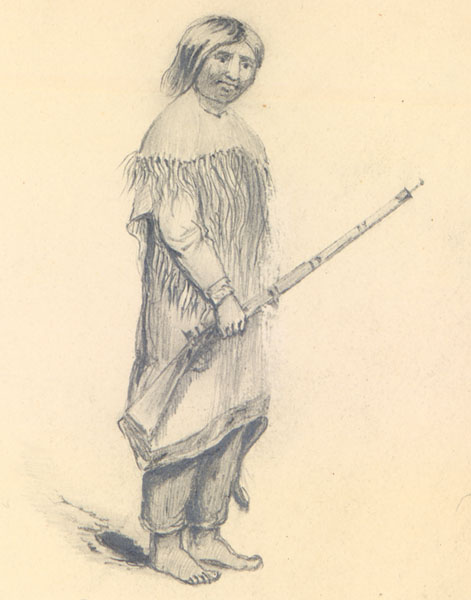
Umpqua Indien.

Le terme Umpqua s'applique à des groupes distincts d'Amérindiens vivant actuellement au sud de l'Oregon central, aux États-Unis.
Le peuple Upper Umpqua est maintenant représenté par la bande Cow Creek de la tribu indienne Umpqua (Cow Creek Band of Umpqua Indians). Il a signé un traité avec le gouvernement fédéral des États-Unis le 19 septembre 1853 ; c'était le premier peuple amérindien d'Oregon à signer un traité fédéral. La tribu Cow Creek parlait takelma, un langage maintenant éteint. Elle a maintenant une réserve près de la ville de Roseburg.
Le peuple Lower Umpqua est représenté par les trois tribus confédérées des Coos, Lower Umpqua et Siuslaws (en) (Confederated Tribes of Coos, Lower Umpqua and Siuslaw Indians) situées sur la côté pacifique sud-ouest de l'Oregon. Il parlait un langage proche du siuslaw.
D'autres tribus Umpquas font partie des tribus confédérés de la Grand Ronde Community of Oregon.